# José Saraiva Martins
José Saraiva Martins (Gagos do Jarmelo, 6 gennaio 1932) è un cardinale e arcivescovo cattolico portoghese, religioso dei Missionari figli del Cuore Immacolato di Maria.

## Biografia
Dopo la professione religiosa il 22 agosto 1950 completa gli studi a Roma e riceve l'ordine sacro il 16 marzo 1957, successivamente insegna e diviene poi il rettore della Pontificia Università Urbaniana. Teologo e studioso, il 26 maggio 1988 papa Giovanni Paolo II lo ha nominato segretario della Congregazione dei seminari e degli istituti di studi, elevandolo in pari tempo alla dignità di arcivescovo e assegnandogli la sede titolare di Tuburnica. Viene consacrato in questo ruolo il 2 luglio 1988.
Elevato al rango di cardinale da papa Giovanni Paolo II nel concistoro del 21 febbraio 2001, è stato prefetto della Congregazione delle cause dei santi fino al 9 luglio 2008, giorno in cui gli è succeduto l'arcivescovo Angelo Amato.
È inoltre membro della Congregazione per il culto divino e la disciplina dei sacramenti, della Congregazione per i vescovi, del Pontificio consiglio della pastorale per gli operatori sanitari e del Consiglio speciale per l'Europa della Segreteria generale del Sinodo dei vescovi.
Il 12 luglio 2003 la città di Bisignano gli ha conferito la cittadinanza onoraria. È inoltre cittadino onorario di Pontremoli.
L'8 novembre 2003 riceve nella I edizione del Premio Internazionale Bonifacio VIII il massimo riconoscimento accademico dall'Accademia Bonifaciana. È il primo cardinale – ed ecclesiastico dopo il Santo Padre Giovanni Paolo II (1º ottobre 2003) – a ricevere tale conferimento.
Nell'anno 2004, in seguito alle sue ripetute visite alla città di Monte San Giovanni Campano, gli viene conferita la cittadinanza onoraria.
Il 24 febbraio 2009 papa Benedetto XVI lo ha promosso all'ordine dei cardinali vescovi, assegnandogli la sede suburbicaria di Palestrina.
Il 6 gennaio 2012 ha compiuto ottant'anni, perdendo il diritto di partecipare ai futuri conclavi.
Il 9 luglio 2016 papa Francesco lo ha nominato suo inviato speciale a presiedere il XXIV congresso mariologico mariano internazionale, che ha avuto luogo a Fátima (Portogallo) dal 6 all'11 settembre 2016, in vista del centenario delle apparizioni.

## Genealogia episcopale e successione apostolica
La genealogia episcopale è:
- Cardinale Scipione Rebiba
- Cardinale Giulio Antonio Santori
- Cardinale Girolamo Bernerio, O.P.
- Arcivescovo Galeazzo Sanvitale
- Cardinale Ludovico Ludovisi
- Cardinale Luigi Caetani
- Cardinale Ulderico Carpegna
- Cardinale Paluzzo Paluzzi Altieri degli Albertoni
- Papa Benedetto XIII
- Papa Benedetto XIV
- Papa Clemente XIII
- Cardinale Marcantonio Colonna
- Cardinale Giacinto Sigismondo Gerdil, B.
- Cardinale Giulio Maria della Somaglia
- Cardinale Carlo Odescalchi, S.I.
- Cardinale Costantino Patrizi Naro
- Cardinale Lucido Maria Parocchi
- Papa Pio X
- Papa Benedetto XV
- Papa Pio XII
- Cardinale Eugène Tisserant
- Papa Paolo VI
- Cardinale Agostino Casaroli
- Cardinale José Saraiva Martins, C.M.F.

La successione apostolica è:
- Vescovo Manuel António Mendes dos Santos, C.M.F. (2007)
- Vescovo António Manuel Moiteiro Ramos (2012)